# لعبة العروش (لعبة فيديو 2014)
صراع العروش (بالإنجليزية: Game of Thrones)‏ هي لُعبة فيديو مُستندة على سلسلة روايات أغنية الجليد والنار والمسلسل التلفزيوني صراع العروش، صَدَرت الحلقة الأولى منها في ديسمبر 2014 على منصة مايكروسوفت ويندوز ونظام الماك أو إس والبلاي ستيشن 3 والبلاي ستيشن 4 وعلى إكس بوكس 360 وإكس بوكس ون. وطوّرت اللعبة من قِبَل شركة تلتيل جيمز بالاشتراك مع تاي كوري فرانك كمستشار في تطوير اللعبة المبنية على الرواية وهو المُساعد الشخصيّ لـجورج آر. آر مارتن مؤلّف سلسلة الروايات. اللعبة تأتي بشكل حلقات كحال لعبة الموتى السائرون وأسلوب اللعب مُشابهٌ للموتى السائرون أيضاً حيث أنها أقرب للفيلم التفاعلي وتتطلب من اللاعب معرفة متقدمة باللغة الإنجليزية إذ أن عليه مشاهدة القصة والتفاعل مع القرارات وكل قرار يؤدي لنتيجة مختلفة.
وتضمّ اللعبة عدداً من الشخصيّات المعروفة والتي ظهرت في المسلسل وشخصيّات أخرى لم تظهر، ويستطيع اللاعب اللعب بخمس شخصيّات جميعها من عائلة فورستر التي تقطن في شمال قارة ويستروس الخيالية.

## أسلوب اللعب
اللعب في اللعبة من خلال التأشير والنقر كباقي ألعاب تلتيل جيمز، كما أن اللعبة تتكوّن من ستّ حلقات صدرت على فتراتٍ مُتقطعة. اللاعب قادر على التحرّك بحريّة والتفاعل مع البيئة والأشخاص المحيطين بهم. كما تتطلب من اللاعب معرفة متقدمة باللغة الإنجليزية إذ أن عليه مشاهدة القصة والتفاعل مع القرارات وكل قرار يؤدي لنتيجة مختلفة.

## القصّة
قصّة اللعبة تسير بالتزامن مع أحداثِ المسلسل، حيثُ أنها تحكي أحداثاً بعد الموسم الثالث وقبل أحداث الموسم الخامس، وتُركّز القصة حول منزل آل فوستر وهي عائلة نبيلة تعيش في شمال قارّة ويستروس لكنّها لم تظهر في المسلسل وظهرت في الجُزء الخامس من سلسلة الروايات الرقص مع التنانين، وهم يعيشون في قلعة آيرونراث حيثُ يمتدّ نفوذهم لليسطرة على غابة الخشب الحديديّ. تقع أحداث اللعبة في موقع قريب من غابة الخشب الحديدي وتتضمن مناطق مختلفة من كلا القارّتين الخياليتين ويستروس وإيسوس.

### الشخصيّات
يستطيع اللاعب اللعب بخمس شخصيات من آل فورستر أو حتّى خَدَمِهم، والقرارات التي يتّخذها اللاعب ستؤثّر بمسار القصّة والمصير النهائي للعائلة على حدّ سواء. وقد ذكرت تلتيل أنهُ سيكون هناك 13 شخصيّة رئيسيّة في اللعبة:
- اللورد جريجور فورستر: رَبُّ المنزل وهم حُلفاء لـ آل ستارك.[13]
- الليدي إلسا فورستر: زوجة اللورد جريجور وهي من آل برانفيلد.
- رودريك فورستر: الابن الأكبر في العائلة وهو ذو خبرة عسكريّة، وهوَ أحد الشخصيّات التي يمكن للاعب اللعب بها.[14]
- ميرا فورستر: البنت الكُبرى في العائلة، وهي وصيفة مارجري تيريل وأحد الشخصيّات التي يُمكن اللعب بها.
- تيليا فورستر: البنث الثانية في العائلة.
- إيثان فورستر: وهو توأم تيليا، وهو الابن الثالث في العائلة وأحد الشخصيات التي يمكن اللعب بها.
- ريون فورستر: الابن الأصغر في العائلة.
- آشير فورستر الابن الثاني للعائلة وهوَ مَنفيّ في قارّة إيسوس وأحد الشخصيات التي يمكن اللعب بها.
- مايستر أوترجرين: رئيس الخدم في القلعة لدى العائلة.
- سير رويلاند ديجور: قائد عسكري مُخضرم ذو خبرة ويُعتبر قائد الجيش لدى العائلة.
- دنكان تاتل: صديق لجريجور فورستر.
- جاريد تاتل: إقطاعي لدة اللورد فورستر وابن أخ دنكان، وأحد الشخصيات التي يمكن اللعب بها.
- مالكوم برافيلد: شقيق إلسا فورستر وهو الناجي الوحيد من آل برانفيلد.
- سيرا فلورز: إحدى وصيفات مارجري تيريل وهي صديقة ميرا فورستر.

كما تشمل اللعبة شخصيّات من المسلسل، ويؤدي الأصوات الممثلون أنفسهم والشخصيّات الأخرى هي: سيرسي لانستر (لينا هيدي)، تايرون لانستر (بيتر دنكليج)، مارجري تريل (ناتالي دورمر)، رامزي سنو (إيوان ريهون)، دينريس تارغاريان (إميليا كلارك).

## الحلقات
تتكوّن اللعبة من 6 حلقات صَدرت على فترات، وأولى هذه الحلقات صَدَرت في ديسمبر 2014.
| رقم الحلقة | العنوان             | إخراج           | تأليف                                 | تاريخ الصدور   |
| ---------- | ------------------- | --------------- | ------------------------------------- | -------------- |
| 1          | «الحديد من الجليد»  | مارتن مونتغومري | أندرو غرانت                           | 2 ديسمبر 2014  |
| 2          | «الأسياد المفقودون» | كينت مودل       | نيكول مارتنز، وماغن ثورنتن، وبراد كين | 3 فبراير 2015  |
| 3          | «السيف في الظلام»   | غراهام روز      | دان مارتن، وجون دومبرو، وجوشوا روبين  | 24 مارس 2015   |
| 4          | «أبناء الشتاء»      | كينت مودل       | نيكول مارتنز، وبراد كين               | 26 مايو 2015   |
| 5          | «عش الأفاعي»        | جيسون لاتينو    | ماغن ثورتن، وبراد كين                 | 21 يوليو 2015  |
| 6          | «التنين الجليدي»    | كينت مودل       | أندرو غرانت وجيمس ويندلر              | 17 نوفمبر 2015 |

## متطلّبات التشغيل
اللُعبة تعمل على نظامي الويندوز والماك وهذه هي مُتطلّبات تَشغيلها:

### نظام الويندوز
- نظام التشغيل: ويندوز إكس بي Service Pack 3 أو أحدث.
- المُعالج: Core 2 Duo 2 GHz or equivalent.
- الذاكرة: 3 غيغابايت رام.
- الجرافيكس: بطاقة ATI أو NVIDIA مع 512 ميغا رام.
- DirectX: الإصدار 9.
- المساحة المطلوبة: 3 غيغا حُرّة.
- بطاقة الصوت: Direct X 9.0c sound device.
- مُلاحظة: بطاقة Intel integrated graphics غير مُستحسنة.

### نظام الماك
- نظام التشغيل: Snow Leopard أو أحدث.
- المُعالج: 2.3 غيغاهيرتز.
- الذاكرة: 4 غيغابايت رام.
- الجرافيكس: بطاقة NVIDIA أو ATI.
- المساحة المطلوبة: 3 غيغا حُرّة.
- مُلاحظة: بطاقة Intel integrated graphics غير مُستحسنة أو اللعب عن طريق ماك ميني أو ماك بوك.

## التطوير

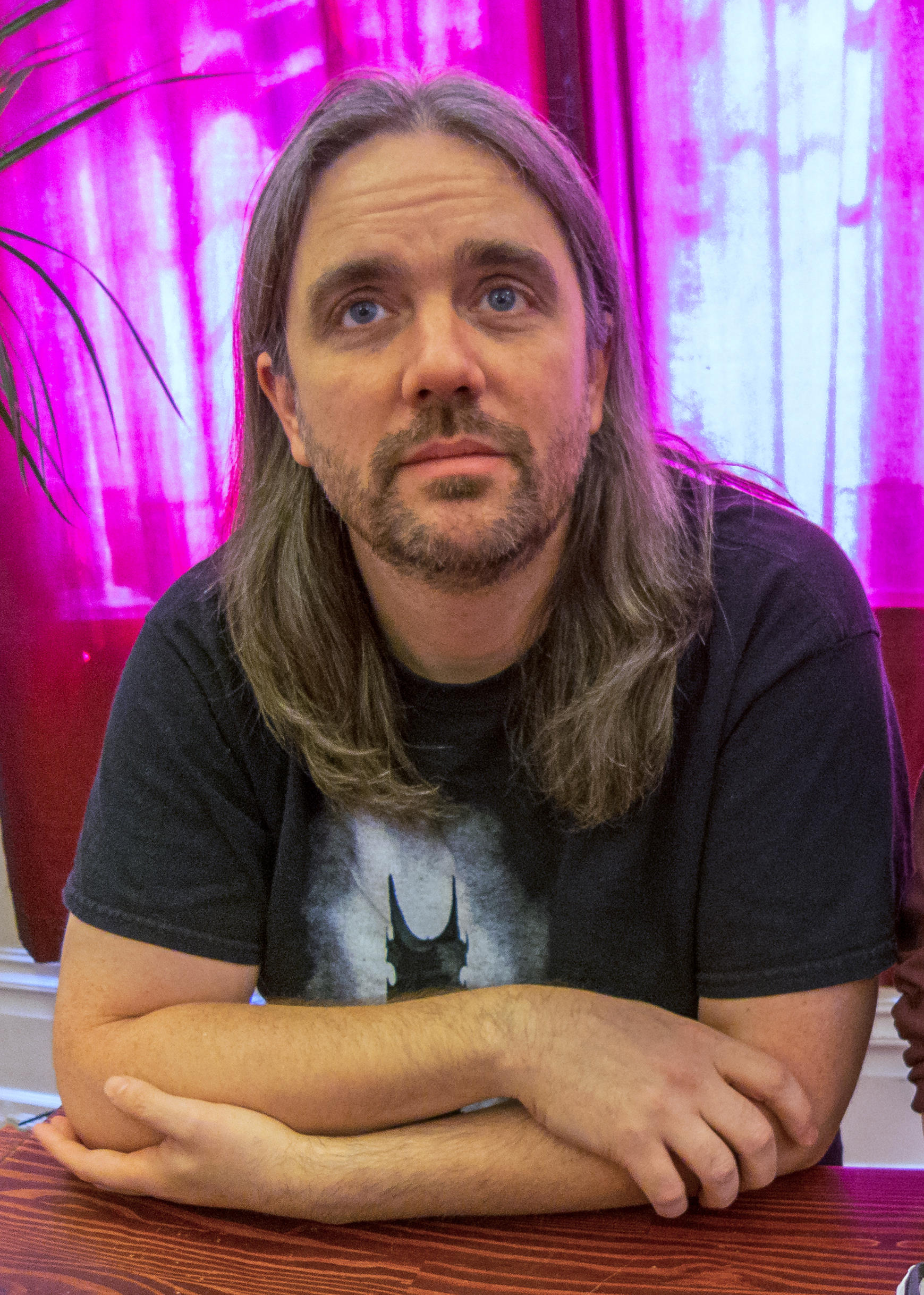
تاي كوري فرانك وهو مُساعد جورج مارتن والذي يعمل كمستشار للقصّة اللعبة.

بعد النجاح الهائل الذي حقّقه المسلسل والروايات على حدّ سواء، صرّح جورج مارتن أنه يبحث عن مطوّر للعبة يعرف كيفيّة إنشاء لعبة بقصّة مشوّقة ومثيرةٌ للاهتمام. وقد نجحت شركة تلتيل جيمز بالتعاقد مع القناة وجورج مارتن لتطوير اللعبة، بالإضافة إلى أن عقدهم يُخوّلهم إصدارَ عدّة أجزاءٍ من اللعبة. وقد أُعلن عن اللعبة لأول مرّة في 2013 خلال مهرجان توزيع جوائز سبايك لألعاب الفيديو حيثُ أعلنت الشركة لللاعبين بأنها ستقوم بتطوير لعبة مبنية على السلسلة، وقد قال استوديو التطوير أن اللعبة ستكون بشكل حلقات كحال لعبة الموتى السائرون وأن أسلوب اللعب سيكون مُشابهاً للموتى السائرون أيضاً حيث ستكون اللعبة أقرب للفيلم التفاعلي وتتطلب من اللاعب معرفة متقدمة باللغة الإنجليزية إذ أن عليه مشاهدة القصة والتفاعل مع القرارات وكل قرار يؤدي لنتيجة مختلفة. وعمل جورج مارتن على كتابة قصة اللعبة وعيّن مساعده تاي كوري فرانك كذلك كمستشار في تطوير اللعبة المبنية على الرواية. وقد قال جوش قودستادت نائب رئيس الترخيص العالمي في HBO “أدهشنا مستوى العمل المتطور والأسلوب عالي الجودة في رواية القصة في جميع ألعابهم -يقصد بذلك TellTale-. علمنا أن هذا المستوى من الجودة والتفاني في العمل سيكون مكمل رائع للسلسلة الغنية بالاحداث.”

## تقييم النُقّاد
حَصلتْ الحلقة الأولى بشكلٍ عام على على تقييمات جيّدة جدّاً من مُختلف الآراء. ففي موقع آي جي إن مثلاً حصلت على تقييم 8 من 10 ووصفوها بأنّها «عظيمة» وعلّق عليها بقوله: «قرارات صعبة، شخصيات أصلية تم تمثيلها بشكل متقن في مواقف مثيرة، ونهاية قوية ومشوقة، جميعها تمثل انطلاقة قوية لسلسلة جيم أوف ثرونز من استديوهات تيلتيل». وقد قيّمها موقع غيم سبوت كذلك بنفس الدرجة وعلّق عليها بقوله: «نجحت تلتيل جيمز مرّة أخرى بإدخال اللاعب بكافّة مشاعره داخل اللُعبة.» وقد وصفها موقع سعودي جيمر بكونها «ممتعة» وعلّق عليها بقوله: «كمتابع للمسلسل، أستطيعُ القولَ أن مُستوى القصة والأحداث كان مرضي. اللعبة رائعة من ناحية تقديم الشخصيات وبناءها، ولكنّها لم تَكُن مُرضية من ناحية الإنتاج والجانب التقني. أغلب استمتاعي كان بسبب معرفتي للمسلسل وأحداثه وشخصياته. وهذا سلاحٌ ذو حدين، لأنك إذا لم تعرف الشخصيات في اللعبة فاحتمال كبير انك ستضيع في القصة، اللتي بدأت بداية ممتازة!» وأكمل في مقالٍ آخر :"ليس من السهل الإجابة على السؤال التالي:”هل تعتقد ان هذه اللعبة ستعجب من شاهد المسلسل؟” لانه من الصعب المقارنة بين مسلسل ولعبة. اللعبة احتوت على قصة وشخصيات مميّزة، تخللها أحداث رائعة تذكرني كثيرًا بالمسلسل. ما استطيع تأكيده هو ان هذه اللعبة ليست أفضل ما لدى Telltale Games، وأنه لا زالت The Wolf Among Us هي أفضل لعبها قدموها إلى الآن". أعطى موقع جيم فولت اللُعبة تقييم 80 من 100 وعلّق عليها بقوله: «أكثر ما يمتع في اللعبة هو ارتباطها بالسلسلة وعالم المسلسل وهو ما يجعل منها تجربة فريدة من نوعها قد لا تصل إلى المتعة الكاملة إذا كنت لا تعرف الكثير عن هذا العالم».

## تكملة
أكّد المدير التنفيذي لاستديوهات تيلتل كيفين برنر أنّه سيكون هناك موسم ثانٍ من اللعبة وهو قيد التطوير حاليّاً.

## روابط خارجية
- صراع العروش على موقع IMDb (الإنجليزية)